# Дуе Бандијере (Пјаченца)
Дуе Бандијере је насеље у Италији у округу Пјаченца, региону Емилија-Ромања.
Према процени из 2011. у насељу је живело 122 становника. Насеље се налази на надморској висини од 219 м.